# Sedum rhodocarpum
Sedum rhodocarpum är en fetbladsväxtart som beskrevs av Joseph Nelson Rose. Sedum rhodocarpum ingår i Fetknoppssläktet som ingår i familjen fetbladsväxter. Inga underarter finns listade i Catalogue of Life.